# Xã Esmond, Quận Kingsbury, South Dakota
Xã Esmond (tiếng Anh: Esmond Township) là một xã thuộc quận Kingsbury, tiểu bang Nam Dakota, Hoa Kỳ. Năm 2010, dân số của xã này là 61 người.